# Ексгаляції
Ексгаляції (рос. эксгаляции, англ. exhalation, нім. Exhalation f) — виділення газів, пов'язане з діючими вулканами або з магмою, яка розташована на деякій глибині.
Спостерігаються, наприклад, у вулкані Тефтан — активний андезитовий стратовулкан в іранській провінції Систан і Белуджистан. Цей вулкан виділяє значні вулканічні гази під час фумарольних дій. Фумаролеві викиди та сольфатари, які мають високу температуру, включають сірку (концентрація становить 860 мг / л), сірчану кислоту H2SO4 що обумовлює викликає високий кислий рН (1,65) при видиху газу в Тафтані. Крім того, ексгаляційні гази Тафтану містять арсен 0,672 мг / л. .
Крім того, зафіксовано ексгаляції водню з глибин Землі в районах, зазвичай обмежених тектонічними розломами. У місцях ексгаляцій водню утворюються кільцеподібні структури осідання.